# Episodi di Faber l'investigatore (prima stagione)
La prima stagione della serie televisiva Faber l'investigatore è stata trasmessa in anteprima in Germania da ARD tra il 10 ottobre 1985 e il 17 aprile 1986.
In precedenza, il 21 settembre 1984, era stato mandato in onda l'episodio pilota della serie.
| nº | Titolo originale             | Titolo italiano | Prima TV Germania | Prima TV Italia |
| -- | ---------------------------- | --------------- | ----------------- | --------------- |
| 1  | Die schwarzen Engel          |                 | 21 settembre 1984 |                 |
| 2  | Liebe macht blind            |                 | 10 ottobre 1985   |                 |
| 3  | Ein Toter läuft Amok         |                 | 17 ottobre 1985   |                 |
| 4  | Eine Beute kriegt Beine      |                 | 21 ottobre 1985   |                 |
| 5  | S.O.S. am Sonntag            |                 | 31 ottobre 1985   |                 |
| 6  | Der Dichter vom Bahnhof      |                 | 7 novembre 1985   |                 |
| 7  | Eine Tasche voller Geld      |                 | 14 novembre 1985  |                 |
| 8  | Verraten und verkauft        |                 | 21 novembre 1985  |                 |
| 9  | In unseren Kreisen           |                 | 28 novembre 1985  |                 |
| 10 | Drei Buben mit Dame          |                 | 5 dicembre 1985   |                 |
| 11 | Phantom Isabelle             |                 | 12 dicembre 1985  |                 |
| 12 | Freispiel für Klimmek        |                 | 19 dicembre 1985  |                 |
| 13 | Lauter gute Freunde          |                 | 2 gennaio 1986    |                 |
| 14 | Cop Conny                    |                 | 9 gennaio 1986    |                 |
| 15 | Hitzewelle                   |                 | 16 gennaio 1986   |                 |
| 16 | Jackpot                      |                 | 23 gennaio 1986   |                 |
| 17 | Sperrstunde                  |                 | 30 gennaio 1986   |                 |
| 18 | Die Frau des Polizisten      |                 | 6 febbraio 1986   |                 |
| 19 | Wo die Kanonen blühn         |                 | 13 febbraio 1986  |                 |
| 20 | Bis daß der Tod uns scheidet |                 | 20 febbraio 1986  |                 |
| 21 | Theos letzte Chance          |                 | 27 febbraio 1986  |                 |
| 22 | Totes Rennen                 |                 | 6 marzo 1986      |                 |
| 23 | Der Plan eines Profis        |                 | 13 marzo 1986     |                 |
| 24 | Lydia                        |                 | 20 marzo 1986     |                 |
| 25 | Auf eigene Faust             |                 | 27 marzo 1986     |                 |
| 26 | Der Parasit                  |                 | 3 aprile 1986     |                 |
| 27 | Kettenreaktion               |                 | 10 aprile 1986    |                 |
| 28 | Ein König ohne Reich         |                 | 17 aprile 1986    |                 |